# Callianthemum alatavicum
Callianthemum alatavicum är en ranunkelväxtart som beskrevs av Josef Franz Freyn. Callianthemum alatavicum ingår i släktet Callianthemum och familjen ranunkelväxter. Inga underarter finns listade i Catalogue of Life.